# Pieni-Tihviäinen
Pieni-Tihviäinen är en sjö i kommunen Leppävirta i landskapet Norra Savolax i Finland. Den är 10,5 meter djup. Arean är 35 hektar och strandlinjen är 3,86 kilometer lång. Sjön  ingår i Vuoksens huvudavrinningsområde.   Den ligger omkring 51 kilometer sydöst om Kuopio och omkring 320 kilometer nordöst om Helsingfors. 